# グアテマラ

グアテマラ共和国
República de Guatemala

国の標語：Libre Crezca Fecundo
国歌：Himno Nacional de Guatemala
グアテマラの国歌（グアテマラよ幸福なれ!）

グアテマラ共和国（グアテマラきょうわこく、スペイン語: República de Guatemala）、通称グアテマラは、中央アメリカ北部に位置する共和制国家である。北にメキシコ、北東にベリーズ、東にホンジュラス、南東にエルサルバドルと国境を接しており、北東はカリブ海に、南は太平洋に面する。人口は約1720万人で、中央アメリカでは最も人口の多い国であり、アメリカ大陸では11番目に人口の多い国である。グアテマラは間接民主主義国家である。首都および最大都市はヌエバ・グアテマラ・デ・ラ・アスンシオンで、グアテマラシティとしても知られ、中央アメリカ最大の都市である。
メソアメリカ大陸に広がっていたマヤ文明の中心は、歴史的に現在のグアテマラの領土を拠点としていた。16世紀、この地域の大部分はスペインに征服され、ニュースペイン総督領の一部として領有権を主張した。1821年、グアテマラはスペインとメキシコから独立した。1823年に中央アメリカ連邦共和国の一部となったが、1841年に解散した。
19世紀半ばから後半にかけて、グアテマラは慢性的な不安定さと内乱に見舞われた。20世紀初頭からは、ユナイテッド・フルーツ社や米国政府の支援を受けた独裁者が次々と登場し、統治を行った。1944年、権威主義的な指導者ホルヘ・ウビコが民主的な軍事クーデターによって打倒され、10年にわたる革命が始まり、社会と経済の大改革につながった。1954年に米国が支援する軍事クーデターが革命を終わらせ、独裁政権を樹立した。
1960年から1996年まで、グアテマラはアメリカが支援する政府と左翼反乱軍の間で戦われた軍によって行われたマヤの人々の大量虐殺を含む血なまぐさい内戦に耐えた。国連が交渉した平和協定以来、グアテマラは経済成長と成功した民主選挙の両方を達成したが、高い貧困率と犯罪、麻薬カルテル、不安定性に苦しみ続けている。2014年現在、グアテマラは人間開発指数でラテンアメリカ・カリブ海諸国33カ国中31位にランクされている。
グアテマラは生物学的に重要でユニークな生態系が豊富で、多くの固有種を含み、メソアメリカの生物多様性ホットスポットの指定に貢献している。

## 国名
正式名称は、República de Guatemala（スペイン語: レプブリカ・デ・グアテマラ）。通称、Guatemala [gwateˈmala]。
公式の英語表記は、Republic of Guatemala（リパブリック・オブ・グワーテマーラ）。通称、Guatemala [ˌɡwɑːtɨˈmɑːlə, ɡwæ-]。
日本語の表記は、グアテマラ共和国。通称、グアテマラ。グァテマラやガテマラと表記されることもある。
国名の由来については、現在の有力な説（マヤ言語アカデミー）として、ナワトゥル語で「森林の大地」を意味する「グアテマヤン」という先住民語が変化して「グアテマラ」になったというものである。

## 歴史

### 先コロンブス期

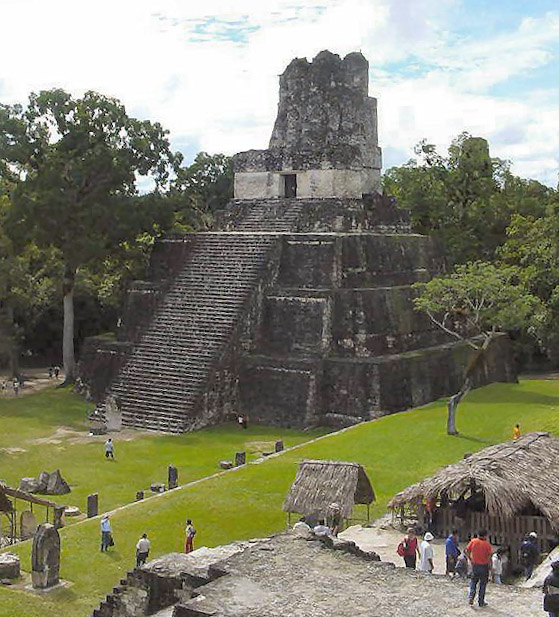
ティカルの神殿

紀元前1800年ごろに太平洋岸にバラ相の土器文化が興り、テコマテと呼ばれる祭祀に用いられたと考えられる無頸壺の器形で知られる。バラ相にメソアメリカ最古に属する土偶も作られた。先古典期中期初頭の紀元前900年ごろ、パシオン川流域のセイバルとアルタル・デ・サクリフィシオスに集落が形成された。やがて、先古典期中期後葉になるとナクベに高さ18メートルに達する大規模な建物が造られた。一方、南部の高地にはカミナルフューにラス・チャルカスの精巧な土偶をともなう文化が興った。先古典期後期には、紀元前500年以降ペテン低地にワシャクトゥンやエル・ミラドールなどのマヤの大規模な都市が出現する。南部の高地には、イサパ文化の影響を受けた石碑をともなうアバフ・タカリク、エル・バウル、カミナルフューなどの祭祀センターが築かれた。
古典期には、378年にティカルにメキシコのテオティワカンゆかりの強力な王朝が建てられ、メキシコ、カンペチェ州のカラクムルと「優越王」として覇を争うようになる。古典期になると、カミナルフューもテオティワカンに征服される。エル・バウルを含めた周辺区域には、ナワ語系のピピル族によるといわれるコツマルワパ様式の祭祀センターが築かれた。10世紀初頭までにペテン低地の祭祀センターは放棄されたが、グアテマラ高地のマヤ系諸王国はスペイン人に征服されるまで存続した。後古典期に入ると、11世紀ごろから北方のチチメカ族が侵入した影響を受け、キチェ王国やカクチケル王国（Reino  Kakchiquel）に、チチメカ様式の影響を受けた都市が築かれた。

### スペイン植民地時代

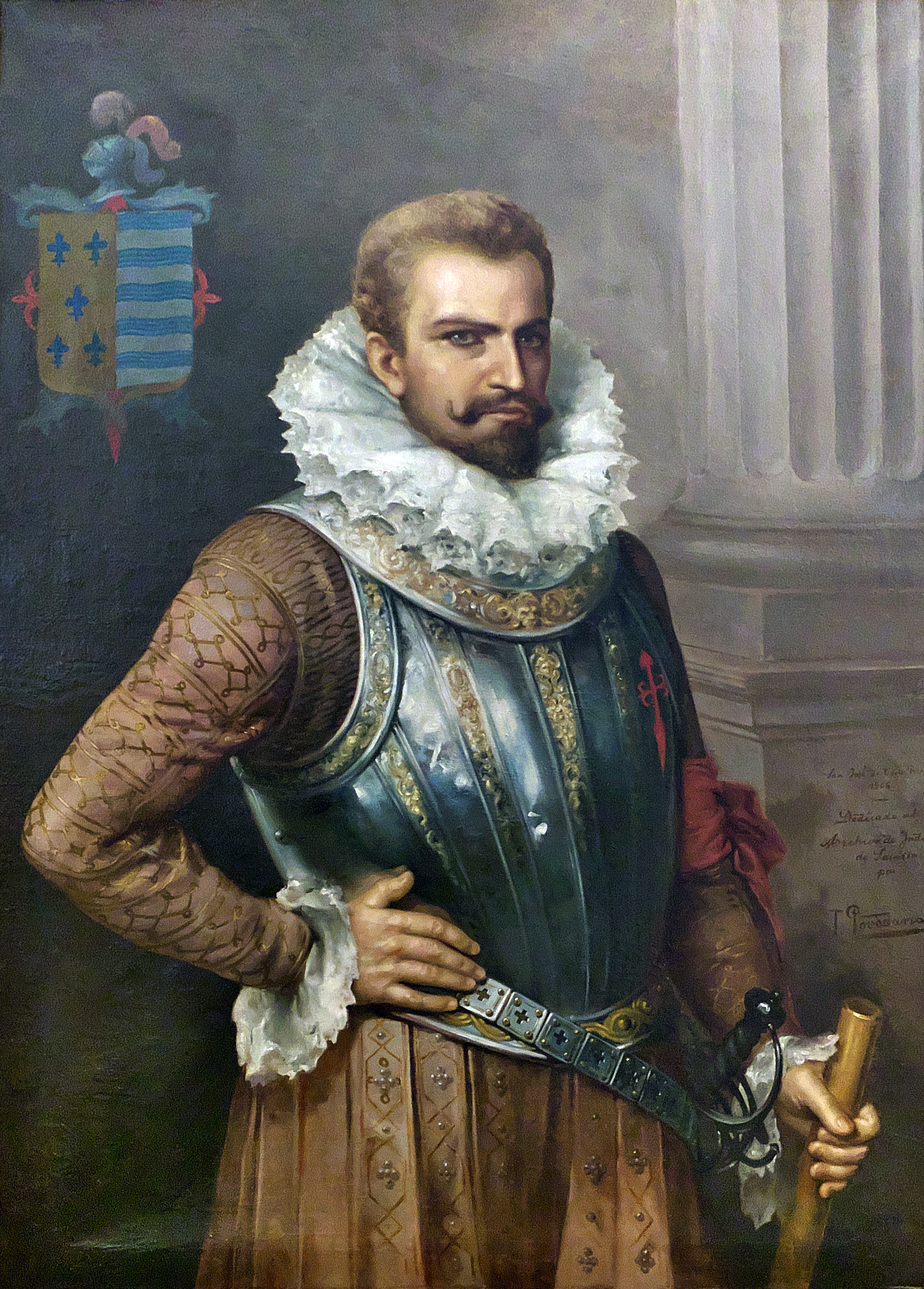
スペイン人のコンキスタドール、ペドロ・デ・アルバラード

1492年にクリストーバル・コロンがアメリカ大陸を「発見」すると、現在のグアテマラに相当する地域にもヨーロッパ人の征服者が訪れた。1523年に現れたスペイン人の征服者、ペドロ・デ・アルバラードは、1524年にはこの地域を征服した。アルバラードはカクチケル族の協力を得て、グアテマラの地を支配していたキチェ族の都クマルカフ (ウタトラン)を1524年に攻略し、カクチケル族の都イシムチェに本拠地を構えた。しかし、カクチケル族との同盟関係はごく短い期間で決裂し、カクチケル族は都を放棄して征服に抵抗するようになった。1526年に脱走兵の放火によってイシムチェは破壊され、アルバラードは現在のシウダー・ビエハに新しい首都を建設。さらに、イシムチェの近くにあるテクパンに都を移したが、1541年7月にアルバラードは死に、同1541年9月にアグア火山の噴火によってテクパンは壊滅してしまう。その後、現在のアンティグア・グアテマラが首都となった。
1544年、スペインはグアテマラ総督領を置き、自治権を与えた。グアテマラ総監領の統治範囲には諸説があるが、現在の中米5国ホンジュラス・エル・サルバドル、ニカラグア、コスタリカなどを含んでいた。スペイン人征服者の政策により、先コロンブス期マヤ文化の古文書（Pre-Columbian Maya codex）はほとんどがこの植民地時代に焼却されたが、辛うじてマヤ神話の『ポポル・ヴフ』と呼ばれるキチェ族の創世神話が現在に伝わっている。
1717年に起きたマグニチュード7.4の地震はアンティグア・グアテマラに甚大な被害をもたらし、さらに1773年の地震でも大きな被害が出たため、1776年にスペイン国王の命により、首都はグアテマラシティへと移ることになった。1786年にはスペインからイギリスにカリブ海側の領土が割譲された。この地域は「英領ホンジュラス」として統治され、現在はベリーズになっている。

### 植民地から独立国へ
グアテマラ建国以後の歴史は、革命、クーデター、非民主主義政権、特にアメリカ合衆国からのさまざまな内政干渉に彩られている。1789年のフランス革命により、ヨーロッパでの政局は混乱した。大革命によりナポレオン戦争が勃発し、1808年には本国スペインがフランス皇帝ナポレオン1世によって侵攻された。ナポレオンはボルボン朝のフェルナンド7世を退位させ、兄のジョゼフ・ボナパルトをスペイン王ホセ1世に据えたため、それに対する民衆暴動が契機となってスペイン独立戦争が勃発、インディアス植民地はホセ1世への忠誠を拒否した。グアテマラ総監領は1821年にスペインから独立を宣言し、同年内にアグスティン・デ・イトゥルビデ皇帝の第一次メキシコ帝国に併合された。

### 中央アメリカ連邦共和国（1823年 - 1839年）
1823年にメキシコ帝国は崩壊し、新たに結成された中央アメリカ連合州（Provincias Unidas del Centro de América）の一州となった。中米連邦では最初から内紛が絶えなかったが、1827年から1838年にかけ、ラファエル・カレーラの率いる保守主義のグアテマラ派と、フランシスコ・モラサンの率いる自由主義のエル・サルバドル派の内戦に陥った。

### 再独立とニカラグア国民戦争

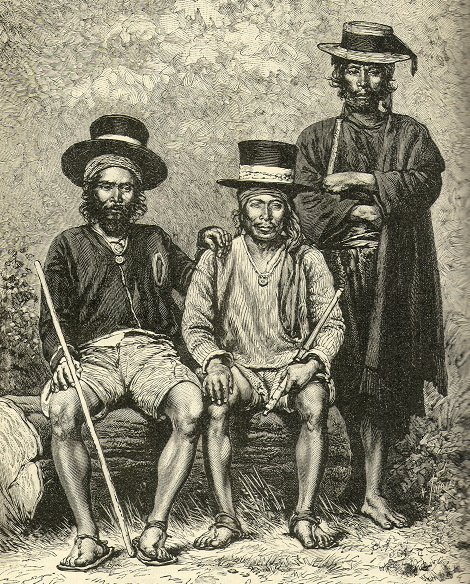
アルカルデスの人々（1891年）

結局カレーラが勝利して連邦は解体に至り、1839年、グアテマラは独立国となった。内戦に勝利し、連邦派を駆逐したカレーラはそのままグアテマラの政治を支配し、以後グアテマラは1865年にカレーラが死ぬまで強力な保守統治が行われることになる。カレーラは保守政治家だったが、その一方でインディヘナに対しては共有地の保護などの優れた政策を行った。また、1856年のウィリアム・ウォーカーとの国民戦争の際にはグアテマラも中米連合軍の一員に加わった。
1871年には自由党が内戦に勝利して政権に就き、1873年にはフスト・ルフィーノ・バリオスが大統領になった。以降1885年までバリオスの統治が続き、自由主義的なさまざまな政策が行われ、1879年には憲法が制定された。一方で、ホンジュラスやエル・サルバドルなど近隣諸国との戦争を続け、またこの時期にインディヘナの共有地は解体されて奪われ、大土地所有制が強化された。また、この時期から経済がコーヒーモノカルチャー化し、1880年代には実に輸出の9割近くをコーヒーが占めるほどであった。こうしたコーヒー農園の労働力として移民が導入され、1893年には日本初のラテンアメリカ移民が行われた。

### アメリカ合衆国の進出（1898年 - 1920年）と政治的空白期

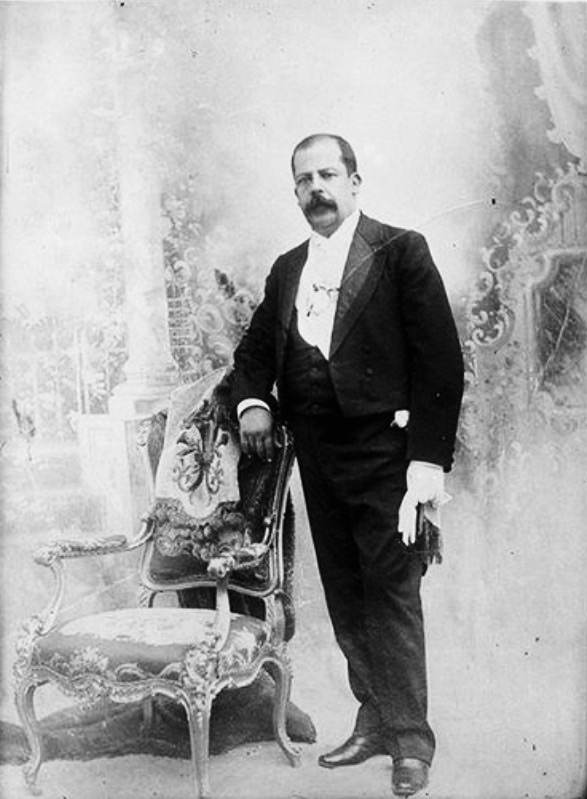
独裁者マヌエル・エストラーダ・カブレーラ。ミゲル・アンヘル・アストゥリアスの『大統領閣下』のモデルとなった。

1898年にマヌエル・エストラーダ・カブレーラが大統領に就任し、22年間の独裁政治を行うが1920年にカブレーラは失脚した。カブレーラが失脚すると、政治的空白状況が生まれ、クーデターが繰り返される不安定な状況が続いたが、1931年にホルヘ・ウビコ将軍が隙を突いて権力を握ると、「ウビコ以外はすべて不自由である」といわれるほど苛烈な統治を行い、グアテマラ社会の荒廃は一層進んだ。
こうした状態を憂いた愛国者によりウビコは1944年に追放され、民主主義の時代がグアテマラにも訪れた。
なお、日本とは1935年に堀義貴初代駐グアテマラ日本公使が着任し、正式に外交関係が成立した。

### グアテマラの春
1944年から1954年まではグアテマラの春と呼ばれ、自由な空気のもとに、各種の民主的な社会改革が進められた。
ハコボ・アルベンス・グスマンはポプリスモ的政治家として土地改革などの政策を行ったが、これは次第に、アメリカ合衆国が「グアテマラは共産主義化している」というネガティブキャンペーンを張る要因となっていき、土地改革がユナイテッド・フルーツの社有地に適用されることになると、合衆国の怒りは頂点に達した。アメリカ政府の雇用した反アルベンス派傭兵軍がエル・サルバドルから侵攻すると、軍の上層部はアルベンスを見捨てアルベンスは亡命した。こうして、グアテマラの春は終わりを告げたのであった（PBSUCCESS作戦）。

### グアテマラ内戦
キューバ革命の周辺国への影響（ドミノ理論）を恐れたアメリカ中央情報局は、グアテマラ軍上層部の支援を得て、1954年にPBSUCCESS作戦と呼ばれる政府転覆を実行し親米独裁政権が生まれたが、これがグアテマラに長い動乱の時代を招いた。1960年からグアテマラ内戦が始まり、36年間にわたり武装反乱軍（FAR）などのゲリラとグアテマラ政府軍の戦闘が続いた。1980年代には軍部がほぼ実権を握り、農村部への焦土作戦をとるなど反体制派に対する徹底した弾圧を行った。この軍事行動の結果、数万人の行方不明者を含め最大20万人が死亡もしくは行方不明となったといわれる。1980年には在グアテマラ・スペイン大使館占拠事件が起こり、人質もろとも大使館を焼かれたスペイン政府はグアテマラとの国交を断絶するに至った。内戦状態は1996年に平和条約の調印によって終わった。
内戦で亡くなった人は20万人以上にのぼる。国連はさまざまな報告書で、この紛争をジェノサイドと表現している。犠牲者の大半は、反政府勢力を支援していると非難された先住民マヤ族のコミュニティーのメンバーである。歴史解明委員会によると、紛争の暴力の93％は政府軍、3％はゲリラ集団が担っている（4％は未確認）。

### 内戦終結以降
1996年に署名された和平合意のほとんどは、1年以上経過しても履行されなかった。その後、2015年の国政選挙でジミー・モラレスが大統領に就任した。そして、モラレスの任期満了にともなう2019年8月11日の大統領選挙（決選投票）では、右派のアレハンドロ・ジャマテイ が対立候補のサンドラ・トーレスを破って当選
。2020年1月14日に大統領に就任した。

## 政治

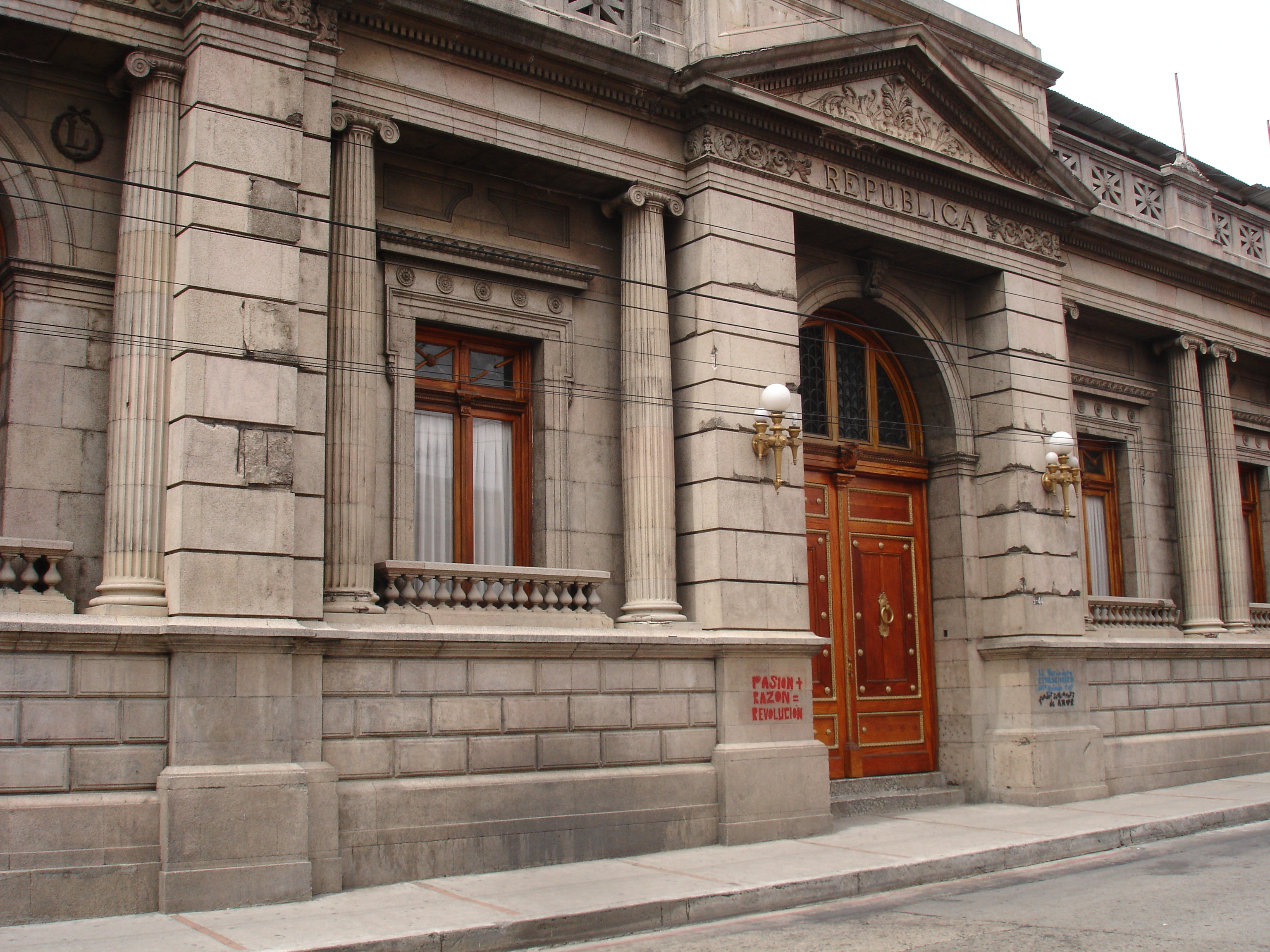
国会議事堂

グアテマラは一院制議会を持つ。議会は「共和国議会（Congreso de la República）」と呼ばれる。国会は158議席で、国会選挙は4年ごとに行われ、同時に大統領選挙が行われる。
グアテマラの大統領は国家元首であり、政府の長である。行政を行うために、大統領は閣僚を米国の内諾を得たうえで指名する。

## 軍事
2014年現在のグアテマラ陸軍は現役1万3,444名、予備役約6万2,000名で、15の軍管区に旅団を基礎とした実戦部隊が配備されている。

## 国際関係

ベリーズ領のうち領土問題になっていない地域
ベリーズが実効支配し、グアテマラが領土主張している地域
グアテマラ領

植民地時代の統治による歴史的経緯や、熱帯雨林に覆われていたという地理的理由により、独立以降も周辺国との国境には未確定の部分が多くあった。
特にベリーズとの国境問題は最も長く続き、同国の約半分を自国の領土と主張していることから係争状態となっている（ベリーズが中米諸国で最も遅い1981年に独立したのもこの係争が影響している）。
2008年12月8日、両国は米州機構（OAS）の仲介で合意文書に署名し、係争を国際司法裁判所に付託することに最終的に合意したが、国際司法裁判所の判決を受諾するためには管轄権を予め受諾することが必要であり、合意文書で両国は2013年10月に同時に国民投票を行い、可否を決定することとしたが、ともに期日までに実施されず、その後はしばらく動きがなかった。その後、グアテマラは2018年4月15日に投票を実施し、95.88%の圧倒的多数で可決された。ベリーズも2019年4月19日に投票を行い、55.4%の僅差で可決した。

### 中華民国（台湾）との関係
グアテマラは2024年現在、台湾との正式な外交関係を維持している数少ない国の一つである。隣国のホンジュラスが2023年に台湾と断交し、中国と国交を樹立する中、アレバロ大統領は「われわれは選択しない」と発言した。一方で中国との貿易拡大を模索し、中台との関係を並行して強化する考えを示した。

## 地方行政区分

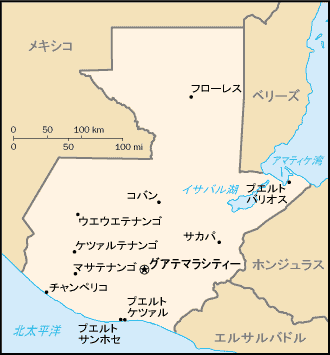
グアテマラの地図

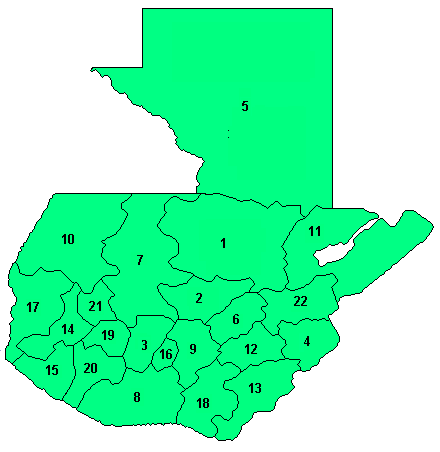
グアテマラの県

グアテマラは22の県（departamentos 地方、州とも訳す）から構成される。
1. アルタ・ベラパス県
2. バハ・ベラパス県
3. チマルテナンゴ県
4. チキムラ県
5. ペテン県
6. エル・プログレソ県
7. キチェ県
8. エスクィントラ県
9. グアテマラ県
10. ウェウェテナンゴ県
11. イサバル県
12. ハラパ県
13. フティアパ県
14. ケツァルテナンゴ県
15. レタルレウ県
16. サカテペケス県
17. サン・マルコス県
18. サンタ・ローサ県
19. ソロラ県
20. スチテペケス県
21. トトニカパン県
22. サカパ県

### 主要都市
ほとんどの主要都市は国の南半分に位置している。主要都市は首都グアテマラ市、ケツァルテナンゴ、エスクィントラである。その他にも港町としてカリブ海側にプエルト・バリオスが存在する。

## 地理

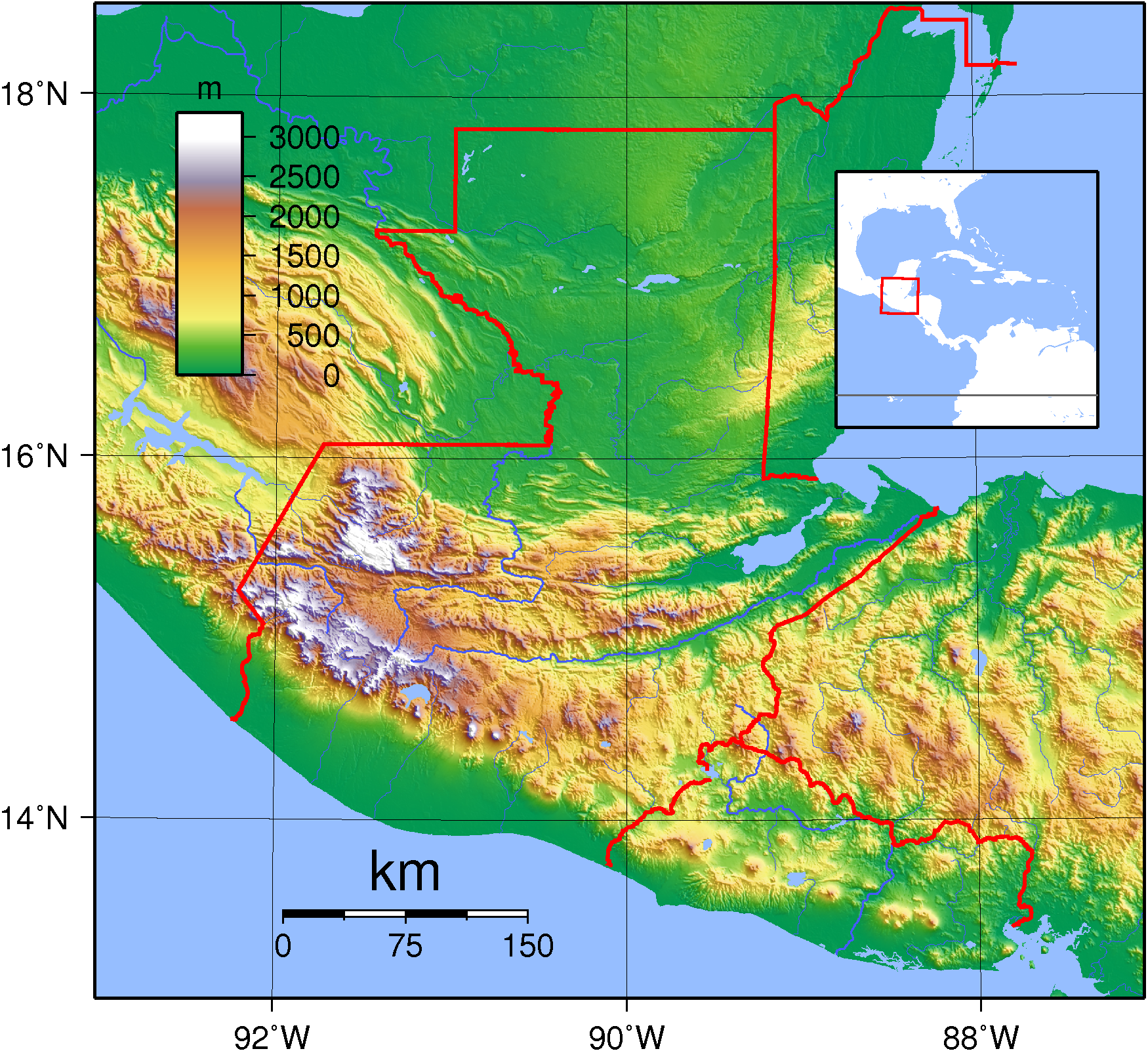
地形図

グアテマラは太平洋とカリブ海に面し、北緯14度から18度にかけて位置する。気候は基本的に亜熱帯型である。
地形的には、北緯16度で北と南の2地帯に分け、そのうちの南部を「山岳高原地帯」と「太平洋海岸地帯」の2つに分けると2地帯に分けられる。山岳地帯は第三紀の火山活動で形成された地帯であり、太平洋海岸地帯はさらに3つの地帯に分けることができる。北部は、北緯16度から以北のユカタン半島にいたる熱帯雨林やサバンナが広がった「平原地帯」である。
太平洋海岸地帯の標高100メートル以下の平地はコスタと呼ばれる。 コスタは、乾季（5 - 6か月）が明瞭なサバンナ気候で、年間降水量は1,000 - 2,000ミリ程度で乾燥した亜熱帯林が広がっている平地である。標高100メートルから1,500メートルまでの斜面はポカコスタと呼ばれる。標高500メートルを境に、低地ポカコスタと高地ポカコスタに分かれる。標高が高くなるにつれて雨量は増加し、乾季も3 - 4か月と短くなる。
山岳高原地帯はクチュマタネス山系（北米プレート）と北西から南東に走るシエラ・マドレ山系（カリブプレート）に分けられる。両者の間の地溝帯には、ポロチク川とモタグア川があり、この両川は国内に川口を持つ。ポロチク川の下流域に国内最大のイサバル湖（590平方キロメートル）がある。シエラ・マドレ山系の太平洋岸沿いには多くの火山が分布し、メキシコとの国境付近に国内かつ中米最高峰であるタフムルコ山（4,220メートル）、タカナ山など4,000メートルを超える火山もある。アティトラン湖（126平方キロ）畔やアンティグア・グアテマラからはコニーデ型の火山を眺望できる。

## 気候
亜熱帯および高山気候で、グアテマラ・シティは夏でも20～25℃くらいで東京（8月は23～30℃）より涼しい。中央7か国の首都ではコスタリカに次いで気温が低い。

## 経済

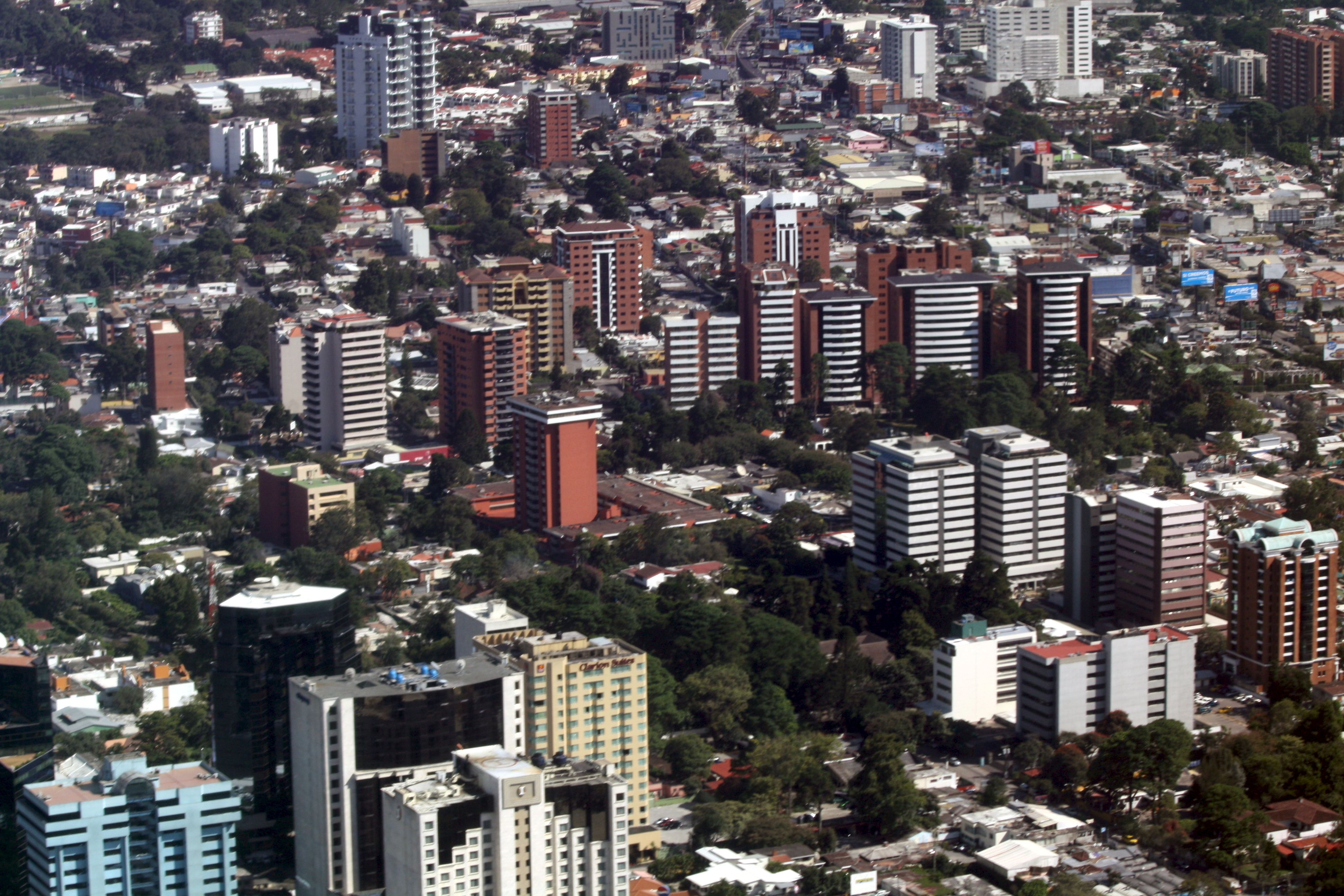
首都グアテマラシティ

グアテマラはエルサルバドルと並んで中米では経済的に中位の国である。国民総生産の4分の1を農業が占める。農業は輸出の3分の2を占め、また労働人口の半分が従事する。主要産品は、コーヒー、砂糖、バナナである。工業・建設は国民総生産の5分の1を占めている。
1996年の停戦により36年間に及んだ内戦が終結したため、外資投入への障害は取り除かれている。1998年のハリケーン・ミッチによる被害は、近隣諸国に比べれば僅少であった。
グアテマラ経済はパナマを含めた中米諸国（約4,000万人）のうちの3割を占める。ただし中米諸国は、所得水準で上位のパナマ、コスタリカ、中位のグアテマラ、エルサルバドル、下位のニカラグア、ホンジュラスと3段階に別れ、その所得水準はいずれも先進国には遅れを取っている。国内の製造業が未発達であることから、高付加価値の製品製造がままならず、サービス産業の拡大が近年の傾向である。2000年以降、世界的な金利低下の恩恵を受け国内のクレジットサービスおよび貸付が拡大の一歩をたどる。IMFによると、2020年のグアテマラの名目GDPは776億ドル、1人あたりでは4,317ドルである。
グアテマラの治安は世界で159番目である。2013年には5,252人が殺害され、メキシコからの麻薬組織の流入、ギャング団の跳梁などにより、治安は深刻な状況にある。

### 鉱業
2009年時点の原油生産量は110万トン、天然ガスは0.43千兆ジュールにとどまっているが、これは油田・炭田が未開発なためである。金属鉱物資源は金、鉄、ニッケルが中核であるが、鉄は1万トン、ニッケルはほとんど採掘されておらず、金が若干生産されている。

## 国民

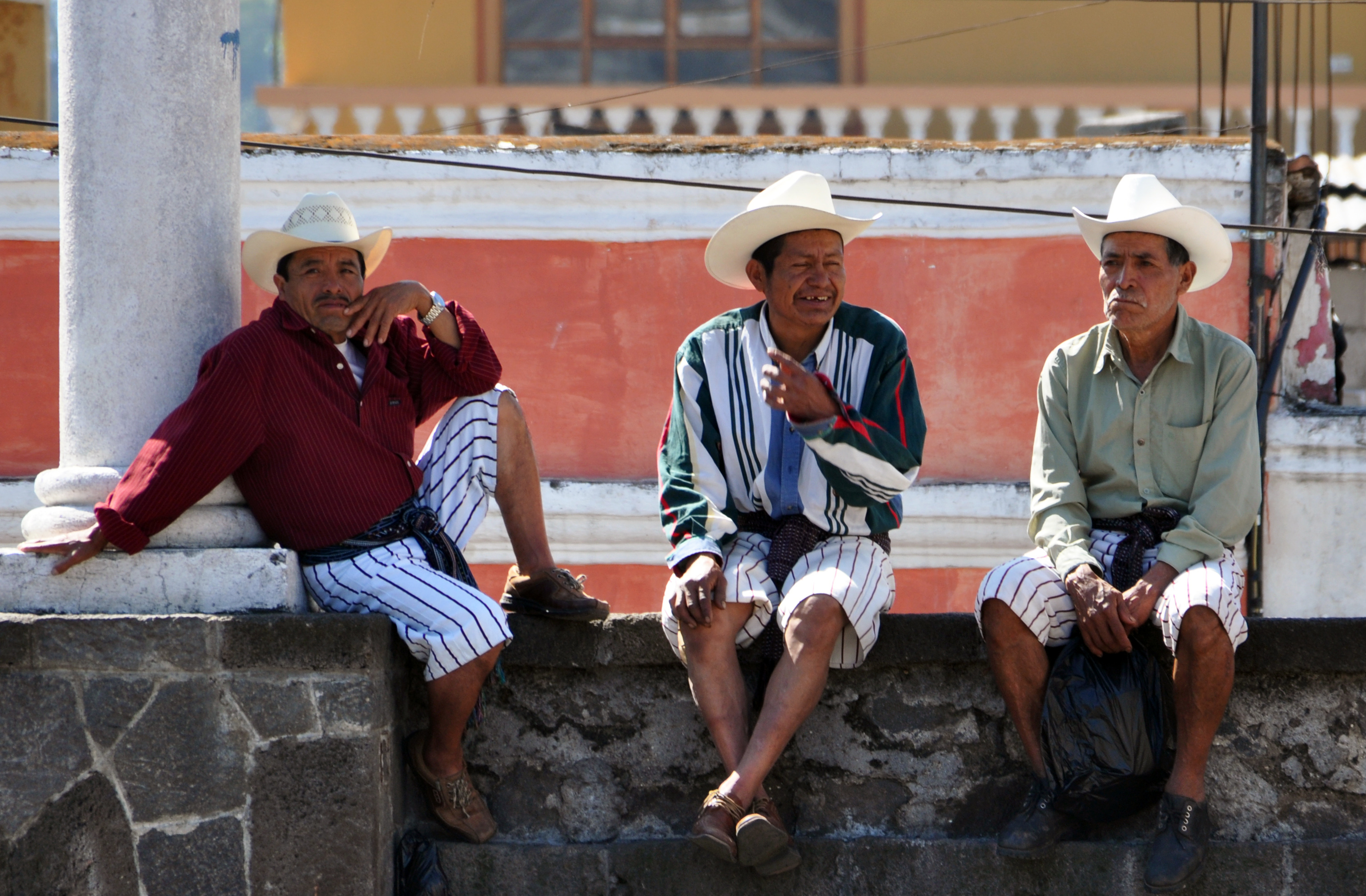
マヤ系住民

貧困問題が恒常化しており、国民の生活水準は全体に低い。平均寿命は72歳。識字率は69.3%、人口の10%が国民全体の所得の47%を占める一方、国民の52%が貧困層に属する。
都市部と農村部の貧困差も大きく、地方農村では、貧困層が76%に達する。国民の大多数を占めるマヤ族など先住民は、概して零細な小規模農業に従事し、また多くはスペイン語の読み書き能力を持たないため、ほかの職業に就く機会も少ない。

### 民族
グアテマラの民族は、60.7％は非先住民族として分類されており、その内訳はラディーノが51%（Ladino、ヨーロッパ系と先住民族の混血およびスペイン語を母語とする先住民族）およびヨーロッパ系が8%となっている。マヤ系先住民族が41.3%（内訳はキチェ 9.1%、カクチケル族 8.4%、マム（Mam）7.9%、ケクチ（Q'eqchi'）6.3%、その他のマヤ系民族10.6%）、先住民族のシンカ（Xinca）が0.22%、アフリカ人と先住民族の混血のガリフナ（Garifuna）が0.04%である（2002年センサス）。
先住民はおもにマヤ系住民が多数を占め、人種的に先住民でも非先住民的な生活様式（スペイン語の使用）を行う先住民はラディーノ（非先住民）と呼ばれ、メスティーソと同様に扱われる。白人系住民は植民地時代以来からのスペイン人の子孫がもっとも多いが、19世紀にプランテーション農業のためにヨーロッパから移民が導入され、ドイツ人、フランス人、イタリア人、スイス人、ギリシャ人などが、アジアからもアラブ人（シリア人、レバノン人、パレスチナ人）、トルコ人、ユダヤ人、中国人、日本人などが導入された。アラブ人の多くが商業に従事しており、商業で得た資金がアラブのテロ組織に送金されているとも言われている。なお、グアテマラはラテンアメリカで最初に日本人が移民した国である。
近年はグアテマラ人の近隣諸国への出稼ぎや移民も多く、アメリカ合衆国やメキシコ、カナダ、ベリーズなどに多くのグアテマラ人が居住している。特にアメリカ合衆国には約150万人以上のグアテマラ人が居住しているが、ほとんどが不法移民であり、毎年合衆国からは約3万人、メキシコからも約3万人が強制送還されている。

### 言語

グアテマラの言語分布地図

言語はスペイン語が公用語とされており、国民の6割程度が使用している。残りの4割は先住民族の言語を使用する。地方では特に21種類のマヤ系言語が用いられているほか、シンカ語やアラワク語族のガリフナ語など、非マヤ系言語も用いられている。DECRETO NÚMERO 19-2003によれば、23種類の言語がグアテマラの国語として認められている。

### 宗教
宗教は、国民の3人に2人がローマ・カトリック教徒でもっとも多い。しかし、近年ではプロテスタント信者の人口の伸びが著しく、特に福音派の牧師であるエフライン・リオス・モント将軍政権下で顕著であった。グアテマラ人の3分の1はプロテスタント信者で、福音派とペンテコステ運動派が特に多い。少数ながら、ユダヤ教徒とムスリム（ユダヤ人は1万人以上、アラブ人は約500人ほど）も居住している。
ゲリラとグアテマラ政府の間で締結された1996年の平和条約により、先住民族の文化が保護されるようになって以来、伝統的なマヤ民族の宗教も復興の勢いを見せており、グアテマラ政府はすべてのマヤ遺跡で宗教儀式を行えるように祭壇を整備する条例を制定している。
| (1940) | 97.0% | 2.0%  | 0.3%  | 0.7% |
| (1978) | 80.3% | 17.4% | 1.4%  | 0.9% |
| (1980) | 76.9% | 19.1% | 3.0%  | 1.0% |
| (1982) | 72.4% | 22.2% | 4.4%  | 1.0% |
| (1986) | 62.5% | 30.0% | 6.2%  | 1.3% |
| (1991) | 65.0% | 21.0% | 12.0% | 2.0% |
| (2001) | 58.3% | 25.2% | 14.2% | 2.3% |
| (2006) | 56.9% | 30.7% | 10.2% | 2.2% |
| (2010) | 47.3% | 38.7% | 11.6% | 2.4% |

### 教育
2002年のセンサスによれば、15歳以上の国民の識字率は69.1%である。
おもな高等教育機関としては、サン・カルロス・デ・グアテマラ大学（1676）やフランシスコ・マロキン大学（1971）などの名が挙げられる。

### 治安
1960年から36年間続いた内戦によって25万人が犠牲になったグアテマラでは、一般の犯罪や暴力団による殺人で2008年には6,232人が死亡している。また、誘拐では400人以上が誘拐された。2011年には毎日平均14人が殺害され、犯罪を犯しても98％の犯人は処罰されないとされた。
グアテマラの抱える最大の問題は治安問題、麻薬密輸、司法権の機能不全、政府の無策、腐敗、社会的不平等、人権侵害である。治安問題はコロン政権になってもまったく無策であり、毎日、テレビ・ニュースで殺人事件が報道されている。
人権面では、政治犯はいないがいまだに地方都市ではリンチが行われているほか婦女子に対する暴力が多く、また裁判を受ける権利も保証されておらず人権侵害は著しく人権意識が希薄である。

## 文化
グアテマラの文化はマヤ文明とスペインの文化に根を持ち、グアテマラには現在もなおマヤ文明とスペイン植民地時代の遺風が残っている。衣食には伝統的なマヤ文化の色彩が今でも残り、また国のいたるところにマヤの遺跡が残っている。また、カリブ海沿岸には宗教儀式、舞踊、音楽などにアフリカ文化の影響がみられる。

### 文学

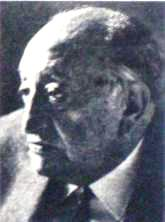
ノーベル文学賞作家、ミゲル・アンヘル・アストゥリアス

グアテマラ文学は、マヤ時代からの先住民の口承文学に伝統を持っている。先コロンブス期の文学で現存するものとしては、キチェ語で書かれた『ポポル・ヴフ』が残っている。
グアテマラの小説は、独立後の19世紀半ばに、アントニオ・ホセ・デ・イリサリによって始まり、サロメ・ヒルによって大成された。ロマン主義文学においては、『マリア』（1897）のフェリペ・デ・ヘススが活躍した。モデルニスモ文学においては報道文学で活躍し、日本との交流もあったエンリケ・ゴメス・カリーリョや、マクシモ・ソトホールらが活躍した。
現代の文学者としては『大統領閣下』『緑の法王』の著者であり、キューバのアレホ・カルペンティエルとともに魔術的リアリズムの創造に大きな役割を果たしたノーベル文学賞作家のミゲル・アンヘル・アストゥリアスや、マリオ・モンテフォルテ・トレド、ロドリゴ・レイローサ、アウグスト・モンテローソらが特に有名である。

### 音楽
グアテマラではアフリカ伝来のマリンバが独特の発展を遂げている。また、カリブ海側の先住民、ガリフナ族の音楽は世界的に有名である。さらにクラシック音楽においては、グアテマラ出身の特に著名な作曲家・指揮者としてホルヘ・サルミエントスの名が挙げられる。

### 世界遺産
グアテマラ国内には、ユネスコの世界遺産リストに登録された文化遺産が3件、複合遺産が1件存在する。

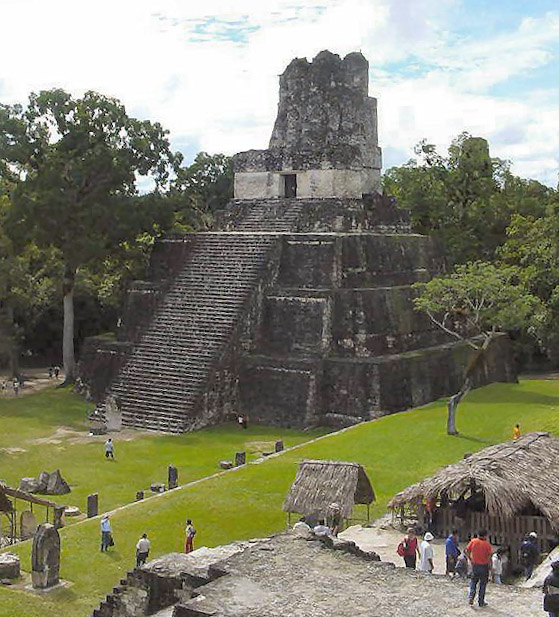
ティカル国立公園 - (1979年、複合遺産)
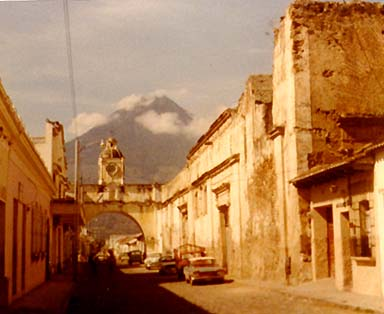
アンティグア・グアテマラ - (1979年、文化遺産)
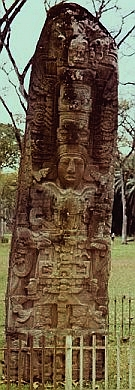
キリグアの遺跡公園と遺跡群 - (1981年、文化遺産)
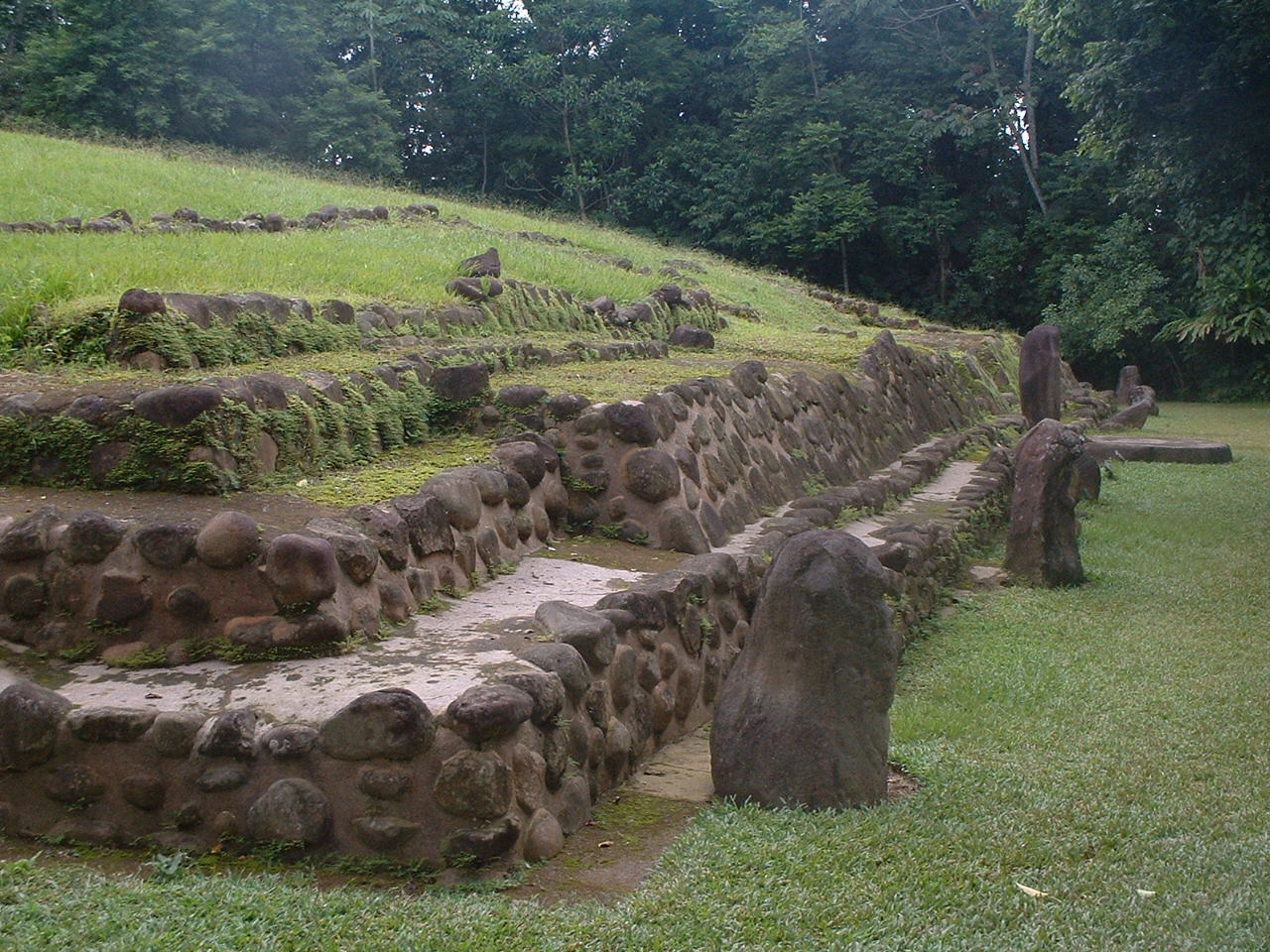
タカリク・アバフ国立考古公園 - (2023年、文化遺産)

### 祝祭日
| 日付             | 日本語表記       | 現地語表記                      | 備考     |
| ---------------- | ---------------- | ------------------------------- | -------- |
| 1月1日           | 新年（元旦）     | Año Nuevo                       |          |
| 3月～4月の一週間 | イースター週間   | Semana Santa                    | 移動祝日 |
| 5月1日           | メーデー         | Día del Trabajador              |          |
| 6月30日          | 軍隊記念日       | Día del ejército                |          |
| 8月15日          | 聖母被昇天祭     | Día de la Virgen de la Asunción |          |
| 9月15日          | 独立記念日       | Día de la Independencia         |          |
| 10月20日         | 革命記念日       | Día de la Revolución            |          |
| 11月1日          | 死者の日         | Día de los muertos              |          |
| 12月24日         | クリスマス・イブ | Noche Buena                     | 午後のみ |
| 12月25日         | クリスマス       | Navidad, Pascua                 |          |
| 12月31日         | 大晦日           | Noche Vieja                     | 午後のみ |

### スポーツ
サッカー
グアテマラ国内ではサッカーが圧倒的に1番人気のスポーツとなっており、今からおよそ100年以上前の1919年に、サッカーリーグのリーガ・ナシオナル・グアテマラが創設されている。さらにリーグ設立から23年後の1942年にプロ化した。グアテマラ有数の強豪であるCSDムニシパルとコムニカシオネスFCの両クラブは、ともに通算30度のリーグ優勝を数える。
グアテマラサッカー連盟によって構成されるサッカーグアテマラ代表は、これまでFIFAワールドカップには未出場である。しかしCONCACAFゴールドカップには19度の出場歴があり、1967年大会では初優勝に輝いている。
陸上競技
2022年世界陸上競技選手権大会の男子5000メートルで、ルイス・グリハルヴァが4位入賞を果たしている。

## 国の象徴

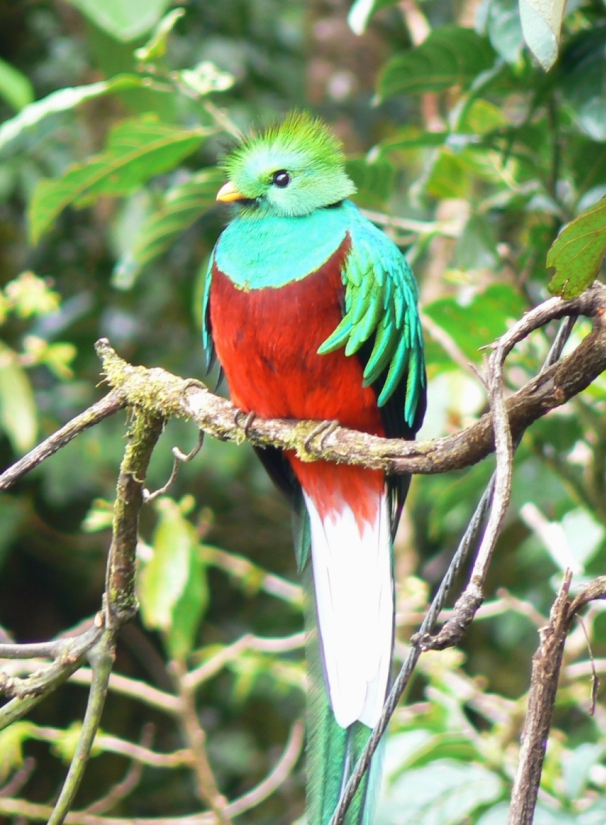
国鳥のケツァール

国鳥はケツァールで、グアテマラの国章に描かれており通貨名ともなっている。紙幣にはマヤ時代の数字が用いられている。

## 災害
- 1976年2月4日に、首都グアテマラシティ北東部でマグニチュード7.5の地震が発生した。
- 2010年9月4日、豪雨にともなう土砂崩れが各地で発生した。政府は非常事態を宣言した。死者多数、何万人もの人が家を失い、行方不明者も多数にのぼった[24]。
- 2012年11月7日、レタルレウ県チャンペリコ（英語版）付近で、マグニチュード7.4の地震が発生した[25]。
- 2015年10月1日夜、首都グアテマラシティ郊外で地滑りが発生し、少なくとも30人が死亡、約600人が行方不明になっている。政府の災害当局が2日、発表した（AFP＝時事）[26]。
- 2018年6月3日、フエゴ山が噴火。

## 著名な出身者
- ミゲル・アンヘル・アストゥリアス - 作家（ノーベル文学賞受賞）
- リゴベルタ・メンチュウ - 人権活動家（ノーベル平和賞受賞）
- ルイス・グリハルバ-長距離選手（2022世界陸上・4位）
- カルロス・バトレス - サッカー審判員（FIFAワールドカップで通算5試合の審判を担当）
- カルロス・ウンベルト・ルイス・グティエレス（英語版） - サッカー選手（同国代表・最多出場最多得点者）
- エリック・バロンド（英語版） - 競歩選手（ロンドン五輪・銀メダリスト）

## 脚註